# Salvador (Schiff)
Salvador war der letzte Name eines Schoners, der am 12. Dezember 1940 überladen mit jüdischen Flüchtlingen im Marmarameer bei Silivri in einem Sturm sank.

## Flüchtlingsfahrt und Untergang
Der bulgarische Augenarzt und Zionist Baruch Konfino, der aus Bulgarien selbständig schon mehrere illegale Migrationsfahrten (Alija Bet) für mehrere tausend Flüchtlinge  ins Mandatsgebiet Palästina organisiert hatte, erwarb 1940 von Angel Paskeliv die nicht mehr seetüchtige Tsar Krum. Das Schiff wurde in Salvador (zu deutsch Retter) umbenannt und sollte im überholten Zustand 250 Passagiere nach Palästina bringen. Die Salvador wurde nicht wie angekündigt seetüchtig gemacht und wurde stattdessen am 3. Dezember 1940 mit etwa 350 Menschen an Bord (die genaue Zahl ist ungeklärt; es war geplant auf Rhodos noch etwa 50 gestrandete Flüchtlinge der untergegangenen Pencho aufzunehmen) von einem Schlepper von Warna bis vor Istanbul gezogen. Das Schiff hatte unbrauchbare Rettungsboote, zu wenige Rettungswesten und weder einen Kompass noch Seekarten an Bord. In Istanbul wurden die Insassen von bulgarischen Juden versorgt. Der versprochene Schlepper für die Weiterfahrt nach Palästina fehlte und einen Tag nach Verlassen von Istanbul sank die Salvador in einem schweren Sturm am 12. Dezember im Marmarameer. Mehr als 200 Menschen, darunter auch mehrere Dutzend Kinder, kamen ums Leben. Die Überlebenden wurden teilweise nach Bulgarien zurückgebracht oder durften in der Türkei bleiben, wo sie von der jüdischen Diaspora  und der Jewish Agency unterstützt wurden. Einige von ihnen unternahmen zwei Monate später mit dem Flüchtlingsschiff Darien II einen neuen Versuch, nach Palästina zu kommen.

## Folgen
Nach internationalem Seerecht war Bulgarien für die Ausfahrt des seeuntüchtigen Schiffes aus Warna verantwortlich. Die bulgarische Regierung erwiderte auf britische Vorwürfe, Bulgarien hätte bei der Ausfahrt ein Begleitschiff gestellt und die Verantwortung läge bei der Türkei, da das Schiff uneskortiert unter türkischer Zuständigkeit Istanbul verlassen habe. Ein Untersuchungsbericht des bulgarischen Konsistoriums machte Konfino und Davidov, den Schatzmeister der versuchten Fluchtaktion, für das Unglück verantwortlich. Die Salvador war das letzte Schiff, das Bulgarien im Rahmen der Alija Bet während des Zweiten Weltkrieges verließ.

## Erinnern

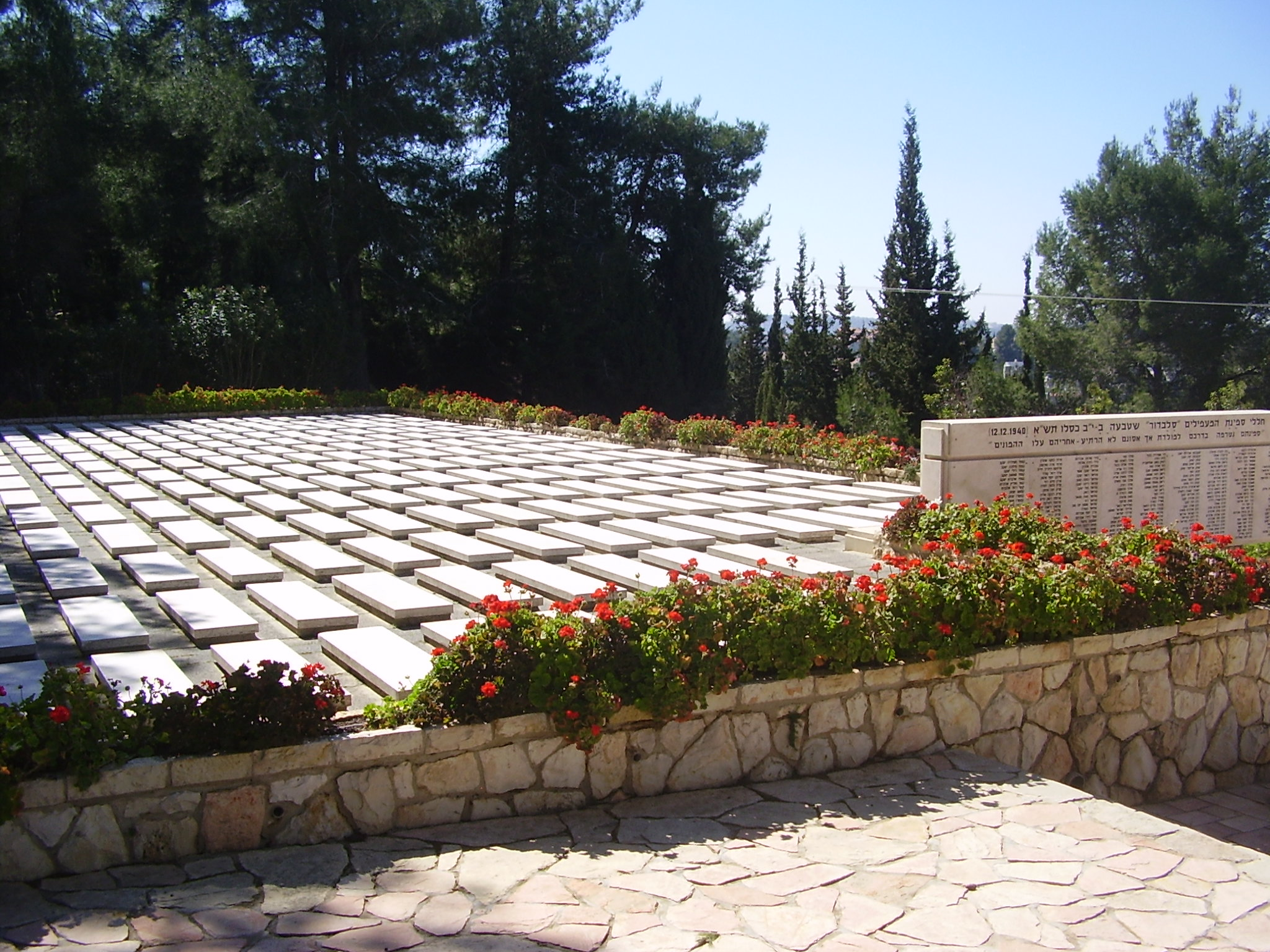
Gräber auf dem Herzlberg, Jerusalem

1964 wurden die sterblichen Überreste von 199 Opfern nach Israel überführt und auf dem Nationalfriedhof Herzlberg in Jerusalem beigesetzt.

## Film
- Salvador: The Ship of Shattered Hopes, Dokumentarfilm von Nissim Mossek, 2006, 1h 10min.[7]
- Remains of Drowned Passengers on ״Salvador Immigration Ship are Brought to Israel. Israel Film Archive, 1min.